# Anne-Marie Fries
Anne-Marie Fries, folkbokförd Anna Maria Fredrika Fries, ogift Ingeström, född 28 augusti 1907 i Norrköpings Sankt Olai församling i Östergötlands län, död 7 december 1991 i Bromma församling i Stockholm, var en svensk översättare och lektris, känd som förlaga till den litterära figuren Madicken.

## Biografi
Anne-Marie Fries var dotter till bankdirektören Per Erik Ingeström och Mimmi Carlsson. Hon växte upp i Vimmerby där hon redan 1914 blev vän med sedermera författaren Astrid Lindgren. Under andra världskriget arbetade hon vid säkerhetstjänstens avdelning för brevcensur i Stockholm, där hon sida vid sida med barndomsvännen läste de inkallades brev. Vidare gjorde hon översättningar och arbetade som lektris för utländska författare hos Rabén & Sjögren bokförlag. Fries utgjorde Lindgrens förebild till den senares litterära figur Madicken men ville själv att det skulle hållas hemligt under hennes levnad. Först efter Fries frånfälle avslöjades det.
Anne-Marie Fries var från 1929 till sin död gift med lektorn och läromedelsförfattaren Stellan Fries (1902–1993) och fick barnen Lars (1930–2006), Lena (född 1931) och Hans (född 1938). Hon var också mormor till Eva och Jessika Gedin.